# Centro de Investigación para el Desarrollo Sustentable
El Centro de Investigación para el Desarrollo Sustentable (CIDES) es una institución académica que fomenta la investigación científica, humanística y tecnológica para la generación e innovación de conocimientos en desarrollo sustentable, fue fundado el 19 de marzo de 2011 por el Dr. Domingo Gómez López y la Dra. María Jane Rivas Damián.
El CIDES tiene como propósito generar conocimientos de innovación a través de investigaciones en el área del desarrollo sustentable, de tal forma busca educar al capital humano como: investigadores científicos, humanistas y tecnólogos que contribuyan a la solución de problemas ecológicos, económicos y socioculturales, para la aplicación de sus conocimientos de innovación, mediante consultorías y/o asesorías a diversas instituciones: públicas, privadas y comunitarias bajo los principios de la sustentabilidad.
La institución tiene profesores investigadores y académicos que son miembros  del Sistema Nacional de Investigadores (SNI) del Consejo Nacional de Ciencia y Tecnología de México (CONACYT), agrupados en 6 áreas de conocimiento: Turismo Sostenible, Educación para el Desarrollo Sostenible, Economía Sostenible, Gestión del Patrimonio Cultural, Gestión del Patrimonio Natural y Gobernanza y Políticas Públicas.

## Miembro de Organismos Nacionales e Internacionales

### Miembro de Organismos Nacionales
- Es una institución académica reconocida por el Consejo Nacional de Ciencia y Tecnología de México (CONACYT) con número de Registro Nacional de Instituciones y Empresas Científicas y Tecnológicas (RENIECYT) 1701469.[1]

### Miembro de Organismos Internacionales
1. Es Miembro del Global Sustainable Tourism Council / Consejo Global de Turismo Sostenible (GSTC) como Organización Académica o Educativa.[2]
2. Es Miembro asociado de la International Social Tourism Organization / Organización Internacional de Turismo Social (ISTO) como Institución Académica.[3]

## Áreas de Conocimiento
1. Área de Turismo Sostenible.[4]
2. Área de Educación para el Desarrollo Sostenible.[5]
3. Área de Economía Sostenible.[6]
4. Área de Gestión del Patrimonio Cultural.[7]
5. Área de Gestión del Patrimonio Natural.[8]
6. Área de Gobernanza y Políticas Públicas.[9]